# Hypolepis hawaiiensis
Hypolepis hawaiiensis là một loài dương xỉ trong họ Dennstaedtiaceae. Loài này được Brownsey mô tả khoa học đầu tiên năm 1987.
Danh pháp khoa học của loài này chưa được làm sáng tỏ. 